# Type 039 (lớp tàu ngầm)
Tàu ngầm Hình 039 (tiếng Trung:039型潜水艦, 039 Hình Tiềm Thủy Hạm), NATO gọi loại tàu ngầm này là lớp Tống, là loại tàu ngầm chạy bằng điện-diesel do  hải quân Quân giải phóng Nhân dân Trung Quốc chế tạo. Đây là loại tàu ngầm đầu tiên do Cộng hòa Nhân dân Trung Hoa tự mình thiết kế cũng như là loại tàu ngầm đầu tiên của nước này sử dụng thiết kế thân tàu hình giọt nước.

## Thiết kế
Đây là loại tàu ngầm đầu tiên do Cộng hòa Nhân dân Trung Hoa tự mình thiết kế và chế tạo để thay thế cho các tàu ngầm Đề án 633 do Liên Xô cung cấp. Trung quốc đã chế tạo một số lượng lớn theo thiết kế của Đề án 633 với tên là Hình 035 Minh nhưng sau đó thiết kế này đã bị lỗi thời. Nên Cộng hòa Nhân dân Trung Hoa đã quyết định thiết kế hoàn toàn mới một loại tàu ngầm riêng mà kết quả là Hình 039.
Nó được thiết kế để tấn công cả tàu ngầm lẫn tàu nổi với ngư lôi, nó sử dụng thiết kế hình giọt nước để có hình dáng khí động học hơn khi di chuyển. Nó có 4 bánh lái với 1 chân vịt duy nhất. Để giảm tiếng ồn động cơ được gắn bộ phận giảm xót và thân tàu được bọc các miếng cao su để chống phản hồi âm thanh. Tuy nhiên chỉ có duy nhất một chiếc được chế tạo theo thiết kế ban đầu (320) vì vấn đề tiếng ồn và khả năng di chuyền dưới nước đã bắt buộc phải sửa lại thiết kế.
Phiên bản cải tiến mới là Hình 039G đã trở thành phiên bản được đóng nhiều trong lớp này với bảy chiếc. Nó loại bỏ tháp tiềm vọng dạng bật trong thiết kế đây cũng chính là điểm để phân biệt các phiên bản khác nhau trong lớp này. Có ba thiết kế trong lớp này là Hình 039, Hình 039G, Hình 039A. Hình 039 có tháp tiềm vọng hình bậc thang, Hình 039G có tháp tiềm vọng giống như các loại tàu ngầm khác, Hình 039A có tháp tiềm vọng giống như các loại tàu ngầm khác nhưng nó không có hai cánh ngang giống như hai Hình trước. Ngoài ra còn một chiếc Hình 039G1 dùng để thử nghiệm động cơ đẩy không cần không khí.

## Hệ thống vũ khí
Tàu ngầm Hình 039 sử dụng ngư lôi Yu-4 533m sản xuất trong nước có khả năng tìm mục tiêu thụ động bằng âm thanh với tốc độ 40 knot (74 km/h) dựa trên SAET-50 và có thể so sánh với SAET-60. Nó có thể tấn công các mục tiêu nổi với phạm vi 15 km. Ngư lôi Yu-6 điều khiển bằng dây cước cũng có thể được sử dụng. Nó có thể phóng tên lửa đối hạm YJ-8 bằng chính ống phóng ngư lôi để tấn công các mục tiêu  ở phạm vi 80 km. Hoặc nó có thể mang từ 24 đến 36 thủy lôi cũng được thả qua các ống ngư lôi. Nó cũng đã thành công trong việc bắn thử nghiệm tên lửa chống tàu ngầm CY-1.